# Tiruvallur
Tiruvallur és una ciutat i municipalitat de Tamil Nadu, capital del districte de Tiruvallur. El nom deriva suposadament de la paraula tàmil tiru evvull (tiru, prefix equivalent a 'déu', donat a les ciutats amb temples notables; i evvull, 'lloc de dormir') que voldria dir 'Ciutat sagrada on passar la nit', ja que Veera Raghavar (una de les personalitats de Vixnu) va demanar a un santó un lloc per dormir una nit. Al cens del 2001 figura amb 45.517 habitants.
La seva major atracció és el temple de Veera Raghavar (Sri Vaidya Veera Raghava Swami), un dels 108 temples sagrats (Divya Desams) dels vaixnavites. Al costat hi ha un temple dedicat a Xiva i no gaire lluny el temple de Viswaroopa Panchamukha Hanuman (dedicat al déu Mono).

## Història
Va seguir la història general de la regió de Chengalpat o Chingleput (Chengalpattu). Els holandesos van fundar la factoria de Pulicat el 1609. Després de la derrota i annexió del sultanat de Golconda el 1687 al segle xviii, va quedar en mans del nawab d'Arcot. El 1801, va passar als britànics, que pel tractat de 1825 van adquirir Pulicat i altres possessions holandeses a canvi de les possessions britàniques a Sumatra.